# سرخس بادکنکی
سرخس بادکنکی، سرخس آبدانی (نام علمی: Cystopteris) نام یک سرده از راسته بسپایک‌سانان است.